# Bicazu Ardelean
Bicazu Ardelean es una comuna ubicada en el distrito de Neamț, Rumania.

## Superficie
Posee una superficie de 111,7 kilómetros cuadrados.

## Demografía
Hasta 2021 la población era de 3236 habitantes, con una densidad de población de 28,97 habitantes por kilómetro cuadrado.